# Мітчелл (округ, Техас)
Шаблон:StateAbbr_ 32°18′ пн. ш. 100°55′ зх. д. / 32.3° пн. ш. 100.92° зх. д.
Округ Мітчелл (англ. Mitchell County) — округ (графство) у штаті Техас, США. Ідентифікатор округу 48335.

## Історія
Округ утворений 1881 року.

## Демографія
За даними перепису 2000 року загальне населення округу становило 9698 осіб, зокрема міського населення було 6599, а сільського — 3099. Серед мешканців округу чоловіків було 5958, а жінок — 3740. В окрузі було 2837 домогосподарств, 1996 родин, які мешкали в 4168 будинках. Середній розмір родини становив 3.
Віковий розподіл населення поданий у таблиці:
| Стать    | До 15 років | 15-21 | 22-29 | 30-39 | 40-49 | 50-65 | 65-85 | Понад 85 |
| -------- | ----------- | ----- | ----- | ----- | ----- | ----- | ----- | -------- |
| Чоловіки | 771         | 722   | 934   | 917   | 1103  | 887   | 567   | 57       |
| Жінки    | 728         | 338   | 273   | 434   | 513   | 610   | 698   | 146      |

## Суміжні округи
- Скаррі — північ
- Нолан — схід
- Коук — південний схід
- Стерлінг — південь
- Говард — захід
- Борден — північний захід

## Персоналії
- Том Форман (1893 — 1926) — американський кіноактор, сценарист, режисер і продюсер.

## Виноски
1. ↑  U.S. Decennial Census. United States Census Bureau. Архів оригіналу за 19 липня 2018. Процитовано 4 травня 2015.
2. ↑  Texas Almanac: Population History of Counties from 1850–2010 (PDF). Texas Almanac. Архів оригіналу (PDF) за 19 квітня 2015. Процитовано 4 травня 2015.
3. ↑  State & County QuickFacts. United States Census Bureau. Архів оригіналу за 16 квітня 2011. Процитовано 22 грудня 2013.(англ.) Наведено за англійською вікіпедією.
4. ↑  American FactFinder. Бюро перепису населення США. Архів оригіналу за 26 лютого 2012. Процитовано 31 січня 2008.

| США | Це незавершена стаття з географії США. Ви можете допомогти проєкту, виправивши або дописавши її. |